# Kyphosus hawaiiensis
Kyphosus hawaiiensis is een straalvinnige vissensoort uit de familie van loodsbaarzen (Kyphosidae). De wetenschappelijke naam van de soort is voor het eerst geldig gepubliceerd in 2004 door Sakai & Nakabo.